# سرو پراد نورته
سرو پراد نورته (به اسپانیایی: Cerro Pared Norte) یک کوه در شیلی است که در شیلی واقع شده‌است.سرو پراد نورته ۳٬۰۰۵ متر بالاتر از سطح دریا واقع شده‌است.